# Нойштіфт-ім-Штубайталь
Нойштіфт-ім-Штубайталь ( Neustift im Stubaital) —  громада округу Інсбрук-Ланд у землі Тіроль, Австрія.
Нойштіфт-ім-Штубайталь лежить на висоті  994 м над рівнем моря і займає площу  248,99 км². Громада налічує 4580 мешканців. 
Густота населення 18/км².  

## Географія
Нойштіф знаходиться за 25 кілометрів на південь від Інсбрука в долині Штубайталь. Саме ця широка долина є однією за наймальовничіших в Тіролі. Біля в'їзду в долину стоять величезні вапнякові утворення. П'ять льодовиків, що покривають 15 квадратних кілометрів (5,8 квадратних миль) утворюють велику гірськолижну зону Штубай. В долині розташовано 42 канатні дороги і підйомників. 
Нойштіфт сполучається з Інсбруком за допомогою автобуса. Лінія: Bus Line ST of the Innsbrucker Verkehrsbetriebe.
Район Нойштіфа доволі великий, тому ам розташовано декілька сіл:  Кампл, Недер, Дорф, Шайбі Мілдерс, Оберберг, Стаклер, Леннер, Шаллер, Крошбах, Neugasteig, Гастіг, Волдерау, Раналт і Муттерберг.
Муніципалітети які межують з Нойштіфом:  Бреннер, Фулпмес, Ґрінценс, Ґшнітц, Ланґенфелд, Мюльбахль, Рачинес, Санкт-Зігмунд-ім-Зелльрайн, Зелльрайн, Зельден, Тельфес-ім-Штубай, і Трінс.
|                                                 |
| Нойштіфт-ім-Штубайталь на мапі округу та землі. |

## Історія
Близько 1000-ного року Нойштіф знали під назвою Ступея. В 1400 році місто складалося з п'яти невеликих громад: Тельфес, Шенберґ, Мієдерс, Фулпмес і "ім Таль" ("в долині"). Після 14-го століття місто стали називати нинішньою назвою - Нойштіфт-ім-Штубайталь. Жителі містечка досі називають англ. Tholer - "той, хто живе в долині".
Коли цезар Август в 15 ст. до н.е. зі своєю армією просунувся на північ він захопив частину земель, до якої входив Нойштіф і приєднав до провінції Раєтіа. Римляни залишили вагомий слід в історії міста - християнизацію. Доісторичні знахідки з ранньої бронзової доби (бл. 1800-1000 до н.е.) показують, що долина була заселена ще в глибокій старовині.
Під час Другої Світової війни війська СС влаштували в Нойштіфті тренувальний табір альпіністів. Також в місті працювали ув'язнені з Дахау.

## Прапор
За основу прапора взято червоний щит, перекреслений товстою білою смугою. Майже всю площину герба займає арбалет з двома схрещеними стрілами. Деякі вчені вважають що цей символ - свідчення полювання Максиміліана I в цих місцях.

## Демографія
Історична динаміка населення міста за даними сайту Statistik Austria

## Виноски
1. ↑  Dauersiedlungsraum der Gemeinden Politischen Bezirke und Bundesländer - Gebietsstand 1.1.2018 — Статистичне управління Австрії.
2. ↑  https://www.statistik.at/blickgem/blick1/g70334.pdf
3. ↑   www.neustift.tirol.gv.at
4. ↑  Gemeindedaten von Neustift im Stubaital